# Relations entre David Ier d'Écosse et l'Église

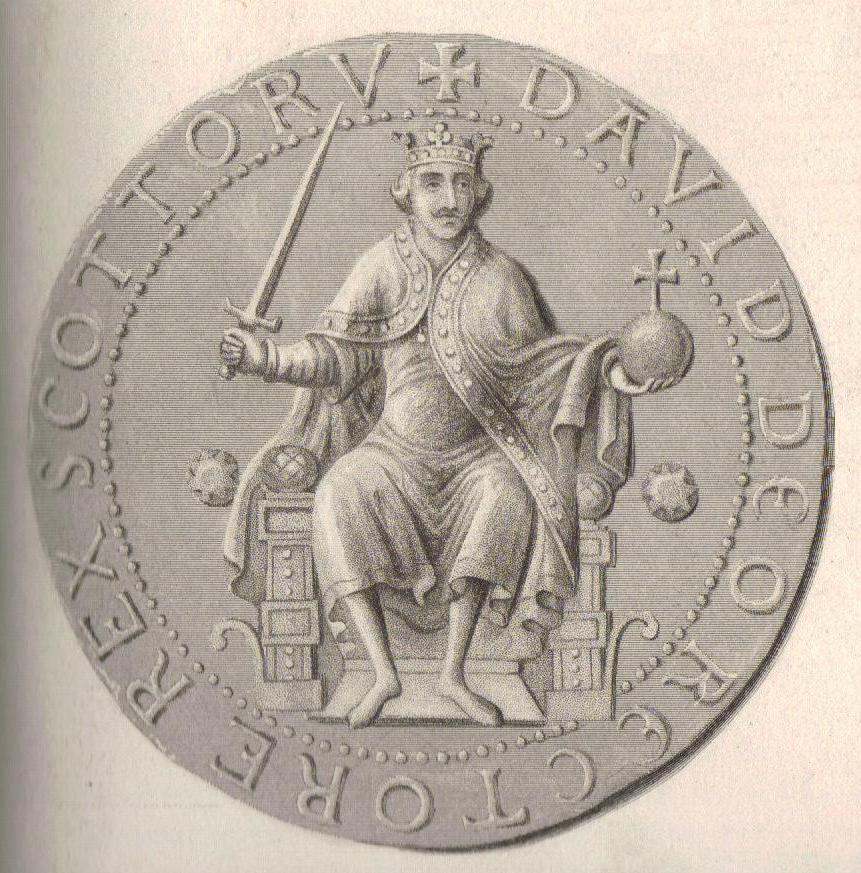
Revers du Grand sceau de David, le représentant à la façon européenne comme un défenseur de la paix et de la justice.

Quand on évoque David Ier et l'Église d'Écosse, on pense tout d'abord au rôle pionnier qu'il a eu dans la réorganisation des diocèses et l'introduction du système normand en Écosse, qui a commencé avec l'évêché de Glasgow alors que David était Prince de Cumbrie, et qui s'est poursuivi plus au nord après qu'il accède à la couronne écossaise. Il a également soutenu divers ordres monastiques, et s'est toujours battu pour que l'Église d'Écosse reste indépendante des archevêques d'York et Cantorbéry.

## Le renouveau de l'évêché de Glasgow
Dès qu'il prend la responsabilité de la principauté de Cumbrie, David place l'évêché de Glasgow aux mains de son chapelain, Jean de Glasgow, qu'il a rencontré lors de la campagne d'Henri en Normandie en 1106. Jean lui-même semble très lié à l'ordre de Bernard de Tiron, et est certainement proche des nouvelles idées de la réforme grégorienne quant à l'organisation épiscopale. David met en œuvre un inquest, par laquelle il octroie à l'évêché toutes les terres de sa principauté, excepté celle située le plus à l'est déjà gérée par l'évêque de Saint Andrews. David a donné à Glasgow assez de terres pour permettre à l'archevêché d'être auto-suffisant, et pour assurer à l'évêché de devenir à long terme le second plus important évêché d'Écosse. Dans les années 1120, les travaux visant à bâtir une cathédrale dans le diocèse commencent. David s'arrange également pour que les évêchés qu'il remet en place reste indépendants des autres, ce qui va générer des conflits avec l'Église anglaise, les archevêchés de Cantorbéry et d'York réclamant gouvernance sur ces évêchés.

## Innovations dans le système paroissial
On a un moment considéré que le système paroissial écossais devait entièrement son origine à David Ier. Aujourd'hui, les historiens sont plus modérés. Bien que David ait déplacé l'évêché de Mortlach à l'est du nouveau burgh d'Aberdeen, et permis la création du diocèse de Caithness, aucun autre évêché ne peut être totalement attribué à David. L'évêché de Glasgow est restauré plus que recréé. Dans le cas de l'évêché de Whithorn, la résurrection de ce diocèse est surtout le travail de Thurstan, archevêque d'York, avec l'appui du roi Fergus de Galloway et de Gille Aldan. Ailred de Rievaulx écrit que l'eulogie de David se met en place à son arrive au pouvoir, « il trouve trois ou quatre évêques dans toute l'Écosse [au nord de la Forth] qui errent sans pasteur et perdent valeurs morales comme propriétés » ; à sa mort, il en laisse neuf, dans d'anciens évêchés qu'il rétablit, mais également de nouveaux qu'il crée » .
David est en partie responsable d'avoir conduit les évêchés semi-monastiques comme ceux de Brechin, de Dunkeld, Mortlach et Dublane à devenir complètement épiscopaux et s'intégrer dans le système de diocèse national. Comme pour le développement du système paroissial, David ne peut être considéré raisonnablement comme l'unique responsable de ces avancées. L'Écosse avait déjà un ancien système de paroisses datant du Haut Moyen Âge, et les tendances normandes introduites par David correspondent en fait plus à une remise au goût du jour plutôt qu'une création véritable. Il rapproche le système écossais de ceux pratiqués en Angleterre et en France.

## Patronage monastique

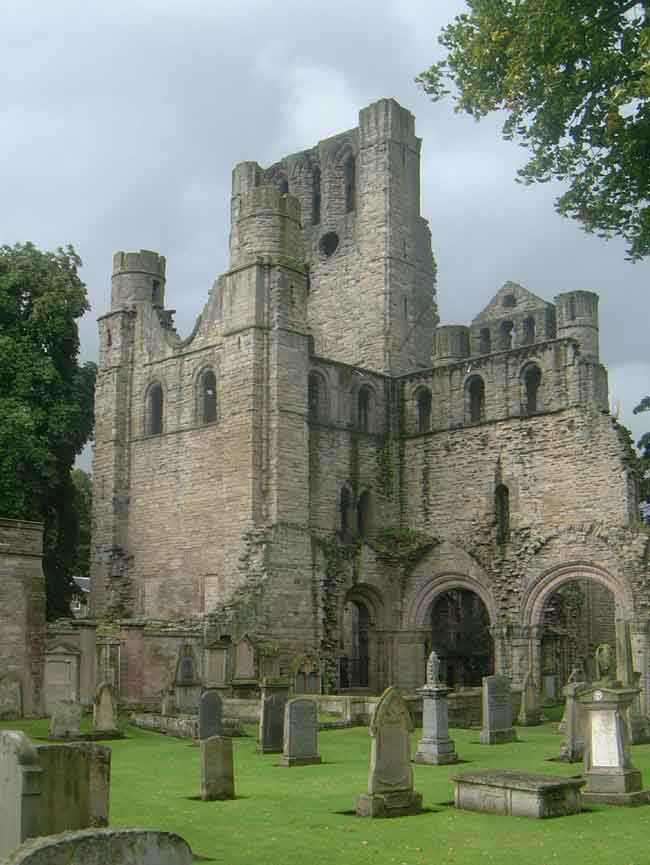
Ruines de l'abbaye de Kelso, originellement située à Selkirk en 1113, puis déplacée à Kelso en 1128.

David est certainement l'un des plus importants patrons religieux d'Écosse à son époque. En 1113, dans ce qui est peut-être son premier acte en tant que prince de Cumbrie, il fonde l'abbaye de Selkirk pour l'ordre de Bernard de Tiron. Plusieurs années plus tard, il visite lui-même Tiron, probablement pour recruter de nouveaux moines. En 1128, il transfère l'abbaye de Selkirk à Kelso, près de Roxburgh, sa résidence principale. En 1144, David et l'évêque Jean de Glasgow incitent l'abbaye de Kelso à fonder une maison fille, le prieuré de Lesmahagow. David poursuit également l'œuvre d'Alexandre Ier vis-à-vis des augustins, en fondant l'abbaye de Holyrood avec des moines venus du prieuré de Merton. David et l'évêque Jean ont également fondé l'abbaye de Jedburgh selon les critères de Beauvais en 1138. D'autres fondations liées aux augustins ont lieu comme celles de la cathédrale Saint-Andrew, établie par David et Robert de Scone en 1140 ; une autre abbaye augustine, dont les critères correspondent à ceux d'Arrouaise en France, est fondée en 1147 à Cambuskenneth près de Stirling, un autre important centre de pouvoir royal. Toutefois, le 23 mars 1137, David se tourne également vers les cisterciens en fondant la célèbre abbaye de Melrose avec des moines venus de l'abbaye de Rievaulx. Melrose va devenir un centre religieux majeur au sud de la Forth. C'est à partir de cette abbaye que David fonde l'abbaye de Newbattle à Midlothian, celle de Kinloss dans le Moray et celle de Holmcultram dans le Cumberland. David a également soutenu les Bénédictins en introduisant des moines à Coldingham (propriété non monastique du prieuré de Durham) en 1139 et en en faisant un prieuré en 1149. Les activités de David sont parallèles à celles d'autres leaders écossais. Par exemple, l'abbaye de Dryburgh est fondée en 1150 par des moines de l'abbaye d'Alnwick sous la protection d'Hugh de Morville, seigneur de Lauderdale. De plus, six ans après la fondation de l'abbaye de Melrose, le roi Fergus de Galloway fonde lui aussi une abbaye s'appuyant sur celle de Rievaulx à Dundrennan, qui deviendra une importante propriétaire terrienne en Galloway et en Irlande et est alors pour Francesco Pegolotti la plus riche abbaye d'Écosse.

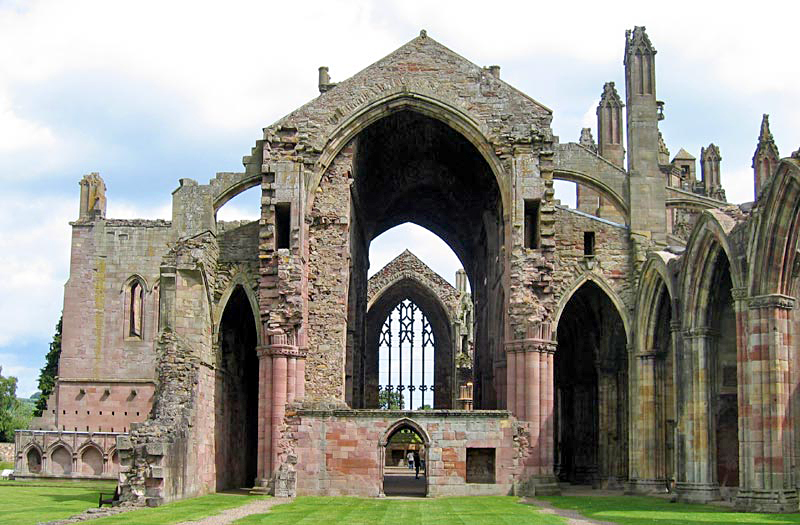
Ruines de l'abbaye de Melrose.

De tels monastères ne sont pas seulement l'expression de la foi de David, ils contribuent également à la transformation de la société écossaise. Ils deviennent des centres de forte influence étrangère puisqu'ils sont souvent fondés par des moines Français ou Anglais. Ce sont également des sources d'hommes lettrés, capables de servir au mieux la couronne et ses besoins administratifs. C'est particulièrement le cas des Augustins. Par ailleurs, ces nouveaux monastères, et particulièrement les cisterciens, introduisent de nouvelles pratiques agricoles. Duncan décrit les établissements cisterciens comme « la plus grande contribution de David Ier à la vie religieuse du royaume » . Les Cisterciens assimilent la santé spirituelle à l'exploitation de leur environnement et le développement économique. Leur travail transforme le sud de l'Écosse en un des plus importants centres de production de laine de mouton.

### Conflits ecclésiastiques
Une des premières difficultés que rencontre David en tant que roi est de régler le différend qui règne entre les ecclésiastiques et l'Église d'Angleterre. Le problème est la subordination des archevêques d'York et Cantorbéry à l'Église anglaise, qui a empêché Robert de Scone d'être consacré à Saint Andrews (Cell Righmonaidh). Depuis le XIe siècle, l'évêché de Saint Andrews fonctionne « de facto » comme un archevêché. Le titre d'archevêque est accordé selon des sources écossaises et irlandaises à l'évêque Giric et l'évêque Fothad II,.
Le problème réside en fait dans le statut peu clair que cet évêché a devant la papauté, comme son statut d'archevêché n'y est pas reconnu, les archevêchés anglais réclament souveraineté sur toute l'Écosse. C'est l'archevêque d'York, Thurstan, qui est à l'origine de cette politique agressive. Sa cible la plus facile est l'évêché de Glasgow, qui en étant situé au sud de la Forth n'est pas considéré comme faisant partie de l'Écosse ni comme étant sous la juridiction de Saint Andrews. En 1125, le pape Honorius II écrit à Jean, évêque de Glasgow, lui ordonnant de se soumettre à l'archevêché d'York. David demande à Jean de se rendre au Saint-Siège afin de soutenir la demande d'un pallium qui pourrait permettre d'élever l'évêché de Saint Andrews au statut d'archevêché appliquant sa juridiction sur Glasgow,
En réponse, Thurstan se rend à Rome, de même que l'archevêque de Cantorbéry, Guillaume de Corbeil, et ces deux hommes se sont vraisemblablement opposés à la requête de David. Cependant, ce dernier a toujours le soutien du roi Henri, et l'archevêque d'York accepte finalement de reporter ses revendications d'un an et de consacrer Robert de Scone sans qu'il lui soit subordonné,. York ne tente plus jamais de mettre sous son joug des évêchés au nord de la Forth, mais maintient ses revendications, plus logiques, sur Glasgow.

### Évêché de Durham et archevêché de York
David ne parvient jamais à dominer totalement l'évêché de Durham et l'archevêché d'York. Il tente de confier l'évêché de Durham à son chancelier, William Comyn. Cette place est vacante depuis la mort de l'évêque Geoffrey Rufus en 1140. Entre 1141 et 1143, Comyn est évêque « de facto », et contrôle le château de l'évêque, mais sa présence est mal perçue par le chapitre. Même s'il contrôle la ville de Durham, le seul espoir de David pour assurer sa consécration à la tête de ce territoire est d'obtenir l'appui du légat du Pape, Henri de Blois, évêque de Winchester et frère du roi Étienne. Malgré le soutien de Mathilde l'Emperesse, il ne parvient pas à ses fins et c'est Guillaume de Saint Barbara qui se voit attribuer Durham.
David tente également de s'immiscer dans la succession de l'archevêché d'York. En effet, à la suite des échecs politiques d'Étienne dans le nord de l'Angleterre, son neveu, Guillaume FitzHerbert, est destitué par la Pape. David, par ses relations avec les cisterciens, se rapproche d'Henri Murdac, le nouvel archevêque. En dépit du soutien du pape Eugène III, les partisans d'Étienne et Guillaume FitzHerbert parviennent à empêcher Henri de prendre ses fonctions à York. En 1149, Henri cherche du soutien auprès de David. Ce dernier en profite pour prendre contrôle du diocèse, et marcher sur la ville. Cependant, les partisans de Stéphane prennent connaissance de ses plans, et en informent le roi d'Angleterre. Celui-ci rejoint York et y installe une nouvelle garnison, ce qui engendre le retrait de David. Richard Oram pense que le but de David était de contrôler la totalité de l'ancien royaume de Northumbrie. Cet échec constitue un tournant dans cette « opportunité de totalement redessiner la carte politique des îles Britanniques qui disparait pour toujours » 

## L'échec de l'archevêché de Saint Andrews
En 1151, David demande à nouveau un pallium pour l'archevêché de Saint Andrews. Le cardinal Giovanni Paparoni le rencontre à sa résidence de Carlisle en septembre 1151. L'occasion est tentante pour David, puisque le cardinal était en route pour l'Irlande avec quatre pallia pour y créer quatre nouveaux archevêchés. Quand le cardinal retourne à Carlisle, David lui soumet sa requête. Le nouvel archidiocèse aurait couvert l'ensemble des évêchés du territoire écossais dominé par David, ainsi que l'évêché des Orcades et l'évêché des Îles. Malheureusement pour David, le cardinal ne semble pas en avertir la papauté. Les années suivantes, la papauté assène un nouveau coup dur à David en créant l'archevêché de Trondheim, qui prend sous sa coupe les Îles et des Orcades.